# عاشقا سلام، عاشقا درود
عاشقا سلام، عاشقا درود عنوان آلبومی است از علیرضا افتخاری که در اسفند ۱۳۸۷ توسط شرکت پنج برگ هنر منتشر شد.
آهنگساز این اثر فریدون خشنود است و اشعار آن از محمد صالح علا، مولوی، سعدی، اهورا ایمان، علیرضا قزوه و لیلا کسری است.

## قطعات
- عاشقا سلام عاشقا درود
- شب عاشقان بیدل
- شور مستی
- دل اگه دل باشه
- اگه بودی
- دل سرمست
- یه چکه ماه